# Dragičina
Dragičina är en ort i Bosnien och Hercegovina.   Den ligger i entiteten Federationen Bosnien och Hercegovina, i den södra delen av landet, 90 km sydväst om huvudstaden Sarajevo. Dragičina ligger 281 meter över havet och antalet invånare är 533.
Terrängen runt Dragičina är kuperad norrut, men söderut är den platt. Terrängen runt Dragičina sluttar söderut.Runt Dragičina är det ganska tätbefolkat, med 93 invånare per kvadratkilometer.. Närmaste större samhälle är Mostar, 17,5 km nordost om Dragičina. 
Omgivningarna runt Dragičina är en mosaik av jordbruksmark och naturlig växtlighet.